# John S. Wells

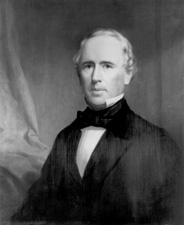
John S. Wells

John Sullivan Wells (* 18. Oktober 1803 in Durham, Strafford County, New Hampshire; † 1. August 1860 in Exeter, New Hampshire) war ein US-amerikanischer Politiker (Demokratische Partei), der den Bundesstaat New Hampshire für kurze Zeit im US-Senat vertrat.
Nach dem Besuch der Pembroke Academy studierte John Wells die Rechtswissenschaften, wurde 1828 in die Anwaltskammer aufgenommen und begann in Guildhall (Vermont) zu praktizieren. Dort war er als Jurist bis 1835 tätig; im folgenden Jahr kehrte er nach New Hampshire zurück und betrieb bis 1847 eine Kanzlei in Lancaster. Außerdem fungierte er von 1838 bis 1847 als Staatsanwalt in Coos County. Danach ließ er sich schließlich in Exeter nieder.
Noch während seiner Zeit in Lancaster begann Wells sich politisch zu betätigen. Von 1839 bis 1841 saß er im Repräsentantenhaus von New Hampshire, zuletzt hatte er dort das Amt des Speaker inne. 1847 amtierte er als Attorney General des Staates; von 1851 bis 1852 war er Mitglied und auch Präsident des Senats von New Hampshire. Schließlich wurde er nach dem Tod von Moses Norris zum US-Senator ernannt. Seine Amtszeit in Washington begann am 16. Januar 1855 und endete bereits am 3. März desselben Jahres, als er vom gewählten Nachfolger James Bell abgelöst wurde. Wells kehrte nach Exeter zurück, wo er im Jahr 1860 starb.